# A.A. Milne
A.A. Milne, właśc. Alan Alexander Milne (ur. 18 stycznia 1882 w Londynie, zm. 31 stycznia 1956 w Hartfield) – brytyjski pisarz, autor książek dla dzieci Kubuś Puchatek (1926) oraz Chatka Puchatka (1928). Z wykształcenia matematyk.

## Życiorys
Urodził się w Londynie, jako trzeci syn Johna Vine’a Milne'a, dyrektora prywatnej szkoły Henley House School dla chłopców, oraz Sarah Marii Milne. Miał dwóch starszych braci: Davida Barretta i Kennetha Johna. Bardzo ważną rolę w jego życiu odegrał drugi z braci, który był dla niego autorytetem zarówno w życiu osobistym, jak i zawodowym. Dzięki niemu odbył pierwsze piesze i rowerowe wycieczki oraz stawiał pierwsze kroki w pisarstwie. Obaj lubili pisać, najbardziej do gustu przypadły im krótkie formy prozatorskie. Wiele przyjemności sprawiało im tworzenie zwięzłych, żartobliwych wierszyków. Przez dwa lata korespondowali ze sobą, przysyłając sobie wzajemnie własne wiersze.
Młody Alan należał do najzdolniejszych uczniów w szkole swojego ojca, która stała wtedy na dosyć wysokim poziomie. Współpracował z gazetką „The Henley House School Magazine”, wielokrotnie publikując tam artykuły. Następnie uczęszczał do Westminster School, a potem do Trinity College na Uniwersytecie Cambridge, gdzie w 1903 ukończył matematykę. W swojej autobiografii przyznaje, że wahał się między wyborem Uniwersytetu w Oksfordzie i w Cambridge. Ostatecznie wybrał tę drugą uczelnię, ze względu na uczniowskie czasopismo satyryczne „Granta”, do którego pisał, a później objął w nim stanowisko redaktora. Na studiach poznał osobę, która znacząco wpłynęła na jego życie. Był to jeden z nauczycieli, a później także bliski przyjaciel, H.G. Wells, który sprawił, że młody Milne odkrył swoje powołanie i stał się później sławnym pisarzem.
John Vince Milne zdecydował, że kiedy jego synowie skończą szkoły, każdy otrzyma tysiąc funtów. Alan wziął swoje pieniądze i zamieszkał w Londynie, aby rozpocząć karierę pisarską. Tymczasem pieniądze skończyły się i został zmuszony pracować jako niezależny pisarz dla lokalnej gazety. Wtedy też powstała parodia przygód Sherlocka Holmesa The Rape of the Sherlock, początkowo odrzucone przez czasopismo „Punch”, a następnie przyjęte przez „Vanity Fair” za sumę piętnastu szylingów. Następnie powstał utwór Lovers in London (1905), który okazał się totalnym niepowodzeniem. Autor wstydził się go do tego stopnia, że zadbał o to, by nigdy więcej nie został wydany. Od 1906 regularnie pisywał do „Puncha”, przeważnie krótkie artykuły. Kiedy jego sytuacja finansowa stała się bardziej ustabilizowana, postanowił spróbować napisać inną książkę. Jednak właściciel „Puncha” powiedział mu, żeby poczekał i zaproponował pracę zastępcy redaktora. Tymczasem Milne zaczął pisać swoją drugą książkę The Days Play. Wtedy też Owen Seamen przedstawił mu swoją chrześniaczkę Dorothy De Selincourt.
W 1913 Alan i Dorothy wzięli ślub, a w rok później Milne wstąpił do wojska, gdyż mimo pacyfistycznych poglądów czuł, że nie może pozostać bezczynnym w obliczu wojny światowej. Czas spędzony na wojnie i samą wojnę nazwał po powrocie z frontu koszmarem. W 1920 wystawiona została jego najsłynniejsza sztuka Mr Pim Passes By. W październiku 1920 urodził się jedyny syn Milne'a, Christopher Robin.
A.A. Milne zmarł 31 stycznia 1956, skonfliktowany z synem, który czuł się wykorzystany do promowania twórczości ojca. Do tego czasu napisane przez Milne'a książki dla dzieci zostały przetłumaczone na 12 języków i sprzedane w 7 milionach egzemplarzy.

## Twórczość
Od momentu narodzin syna, Alan zaczął pisać liczne wiersze, które ofiarowywał swojej żonie jako prezenty, ona zaś wysyłała je prosto do magazynów. Wkrótce stało się głośno o jego krótkich utworach, a sam Milne został poproszony o więcej. Wierszyki dla dzieci stały się tak popularne, że postanowił je wydać. Tak powstał zbiór 24 wierszy When We Were Young, a Milne rozpoczął karierę jako twórca książek dla dzieci (1924). Zbiór ten został zilustrowany przez malarza E.H. Sheparda, który później opatrzył również swymi rysunkami najsłynniejsze dzieła Milne’a. Na pierwsze urodziny w 1921 Milne podarował synowi pluszowego misia – pierwowzór Kubusia Puchatka (natomiast Christopher był pierwowzorem książkowego Krzysia). 14 października 1926 wydany został w Londynie Kubuś Puchatek, który przyniósł pisarzowi międzynarodową sławę. Dwa lata później, w 1928 ukazała się drukiem kontynuacja przygód misia – Chatka Puchatka.
W dorobku ma też sensacyjną powieść Tajemnica Czerwonego Domu, którą ówcześni krytycy uważali za jeden z najlepszych kryminałów wszech czasów, oraz romans Dwoje ludzi. Po sukcesie Kubusia Puchatka wydał dwie sztuki: The Ivory Door oraz Toad of Toad Hall oraz w 1939  autobiografię It's too late now, ostatnią sztukę Before the Flood i ostatnią książkę, Year In Year Out.

## Milne w piosenkach
- 1998 – Grzegorz Turnau: Księżyc w misce – teksty utworów „Dni wiosenne”, „Miły ranek”, „Co poczniemy z Tygryskiem?” i „Śnieg"